# Біологічний інститут Сан-Паулу

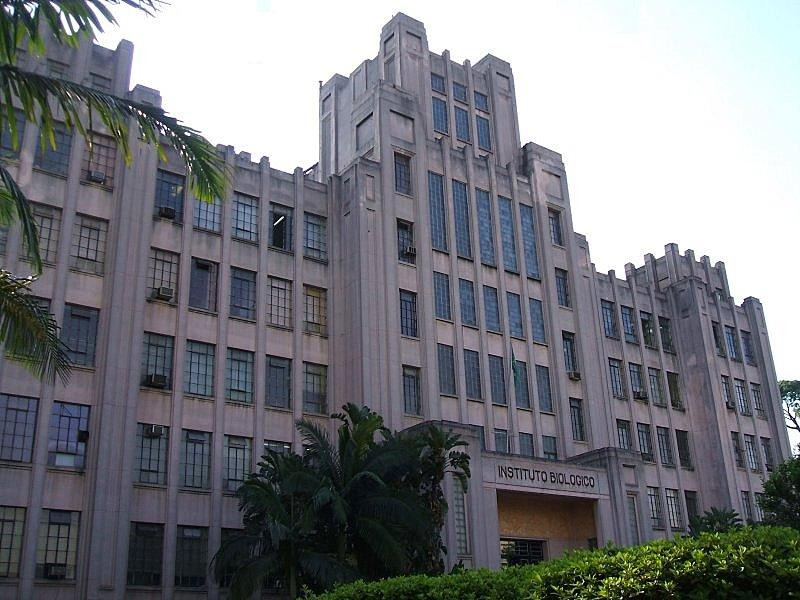
Фасад Біологічного інституту в районі Віла-Маріана

23°35′15″ пд. ш. 46°39′02″ зх. д. / 23.5874333° пд. ш. 46.6506528° зх. д.
Біологічний інститут (порт. Instituto Biológico, IB) — науково-дослідницький центр у місті Сан-Паулу, присвячений отриманню та розповсюдженню технологій та наукових знань в області сільського господарства, біологічної безпеки і пов'язаних питань. Інститут розташований в районі Віла-Маріана міста Сан-Паулу, біля парку Ібірапуера. Він підпорядкований Секретаріату сільського господарства і ресурсів штату Сан-Паулу та був заснований в 1927 році з метою розробки методів боротьби зі шкідниками кавових плантацій штату. Через короткий час інститут перетворився на національний центр сільськогоспорарських досліджень. Зараз це один з головних наукових центрів штату, що поділяє велику увагу післяінстутутській освіті.
В межах інстутуту діє велика кількість лабораторій в різних частинах штату Сан-Паулу. Його адміністративним центром є інстутут у місті Сан-Паулу, де інстутут має центри досліджень здооров'я тварин, вегетації та охорони навколишнього середовища, музей інституту, центр пошани та бібліотеку з понад 100 тис. найменувань. Поза містом Сан-Паулу інстутут має Центр передових технологій птахівництва в муніципалітеті Дескавальду, Центр досліджень в Бастусі та Центральний експериментальний центр в Кампінасі. Також Біологічний інститут відповідає за ряд наукових публікацій і підтримує великі гельмінтологічну, бактеріологічну, мікологічну, ентомологічну колекції та гербарій.

## Ресурси Інтернету
- Instituto Biológico [Архівовано 17 січня 2009 у Wayback Machine.] — офіційна сторінка (порт.)

1. 1 2  http://www.infopatrimonio.org/?p=168